# Anel de Ouro
Anel de Ouro (em russo: Золотое кольцо) é uma associação popular de itinerários turísticos na Rússia.
Essas antigas cidades possuem monumentos relacionados à história e cultura da Rússia. O Anel de Ouro fica nas seguintes 6 regiões: no óblast de Moscovo, óblast de Vladímir, óblast de Ivanovo, óblast de Kostroma, óblast de Tver, óblast de Iaroslavl.

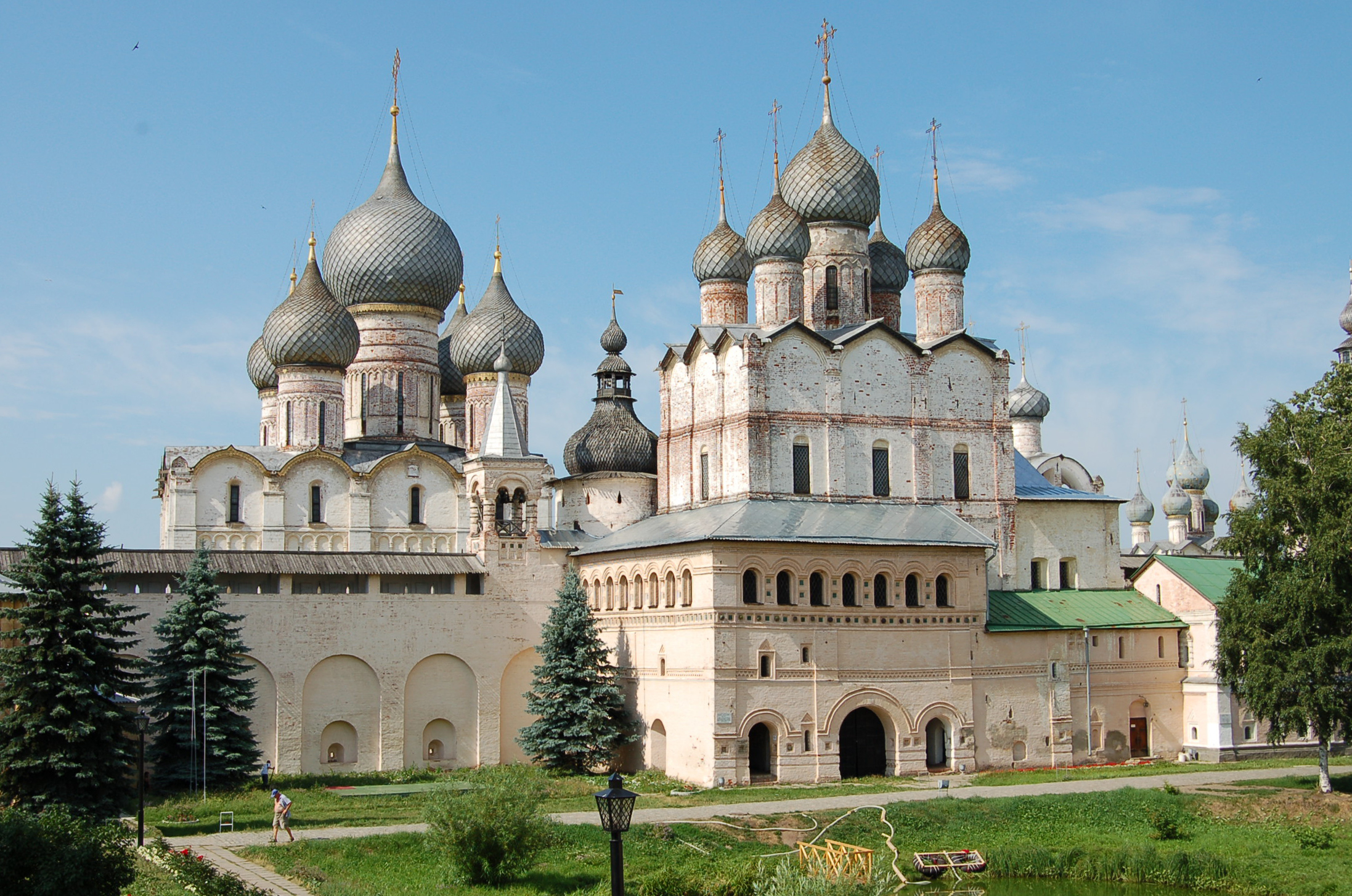
Kremlin em Rostov
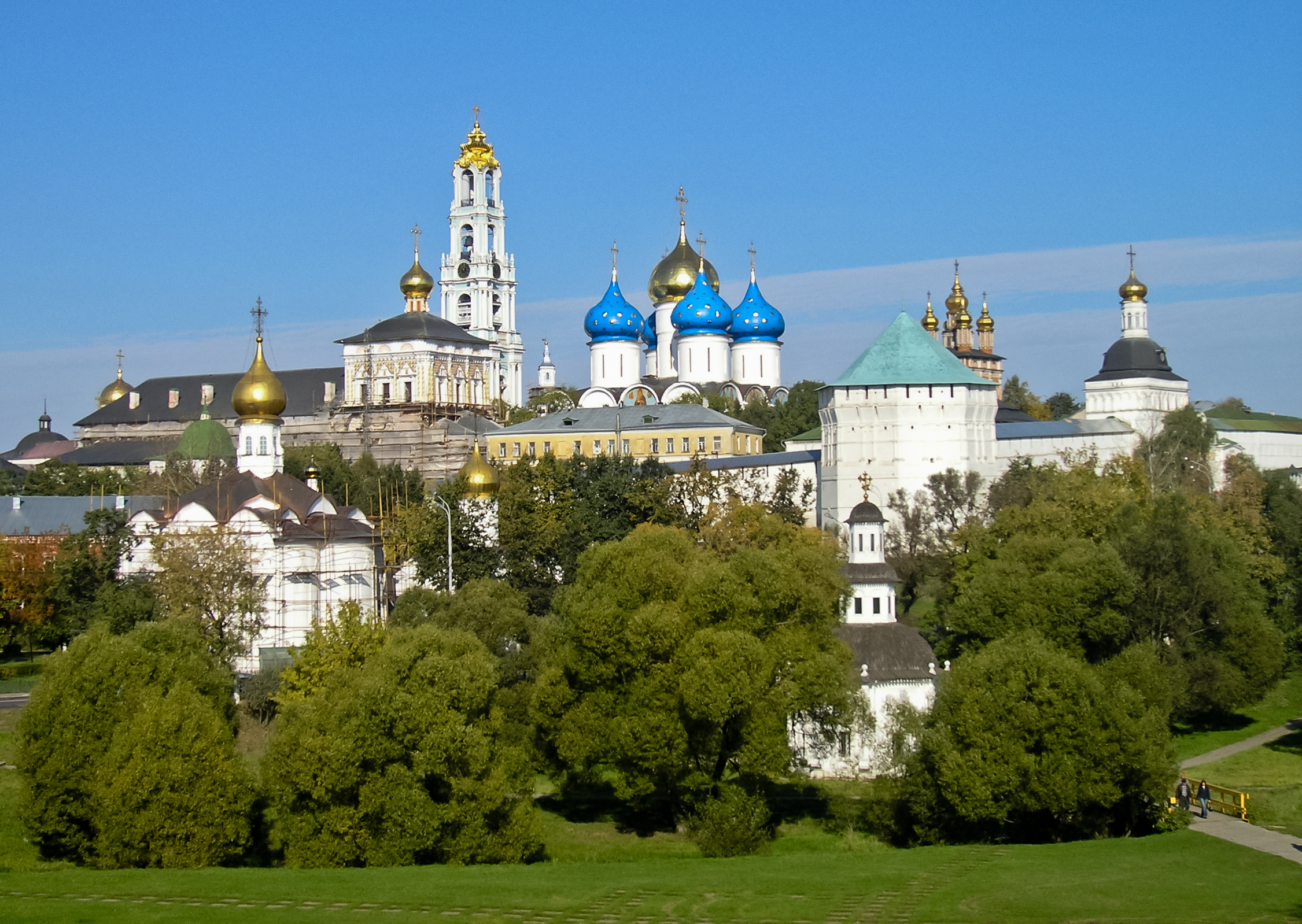
Lavra da Trindade em Sergiyev Posad
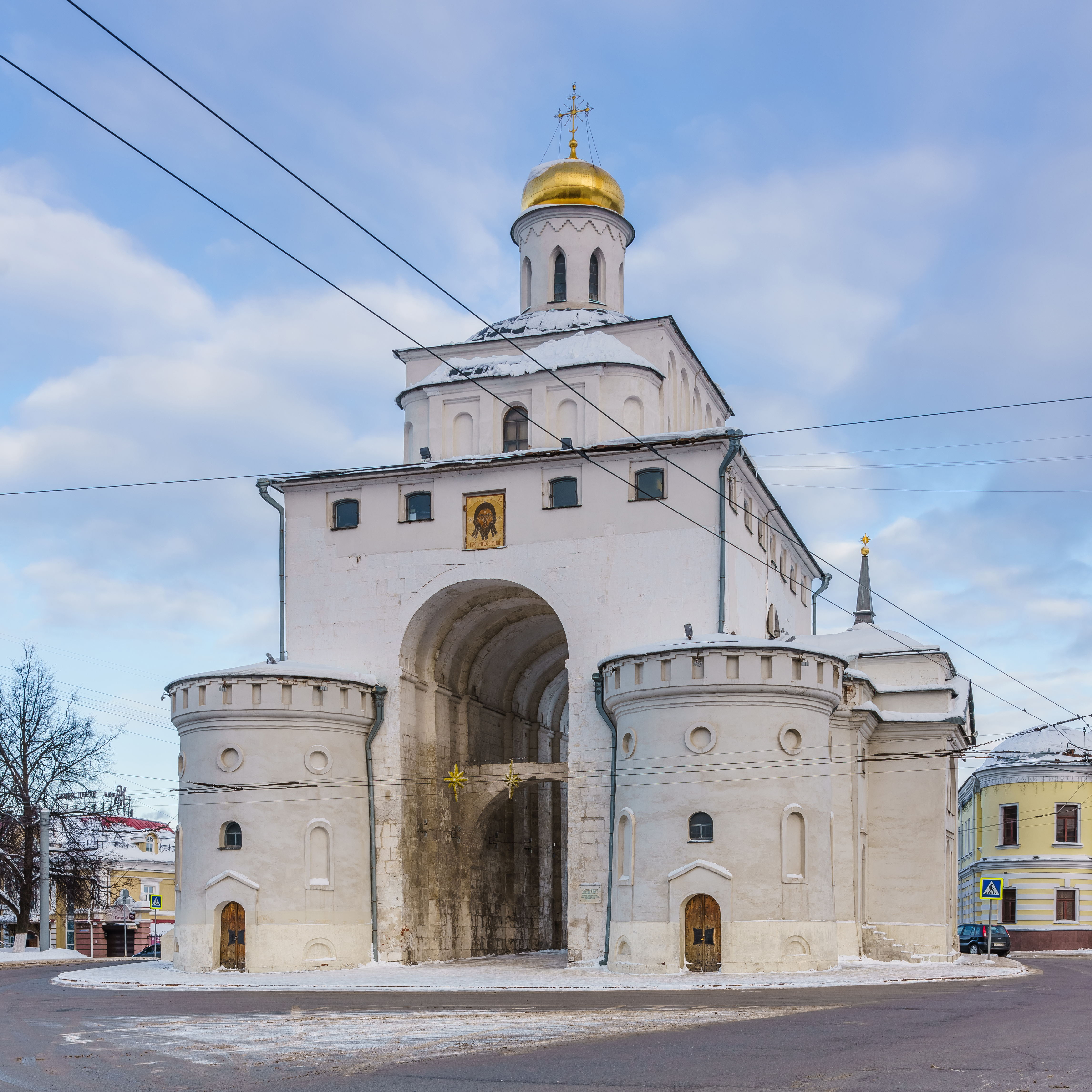
Portão de Ouro em Vladimir
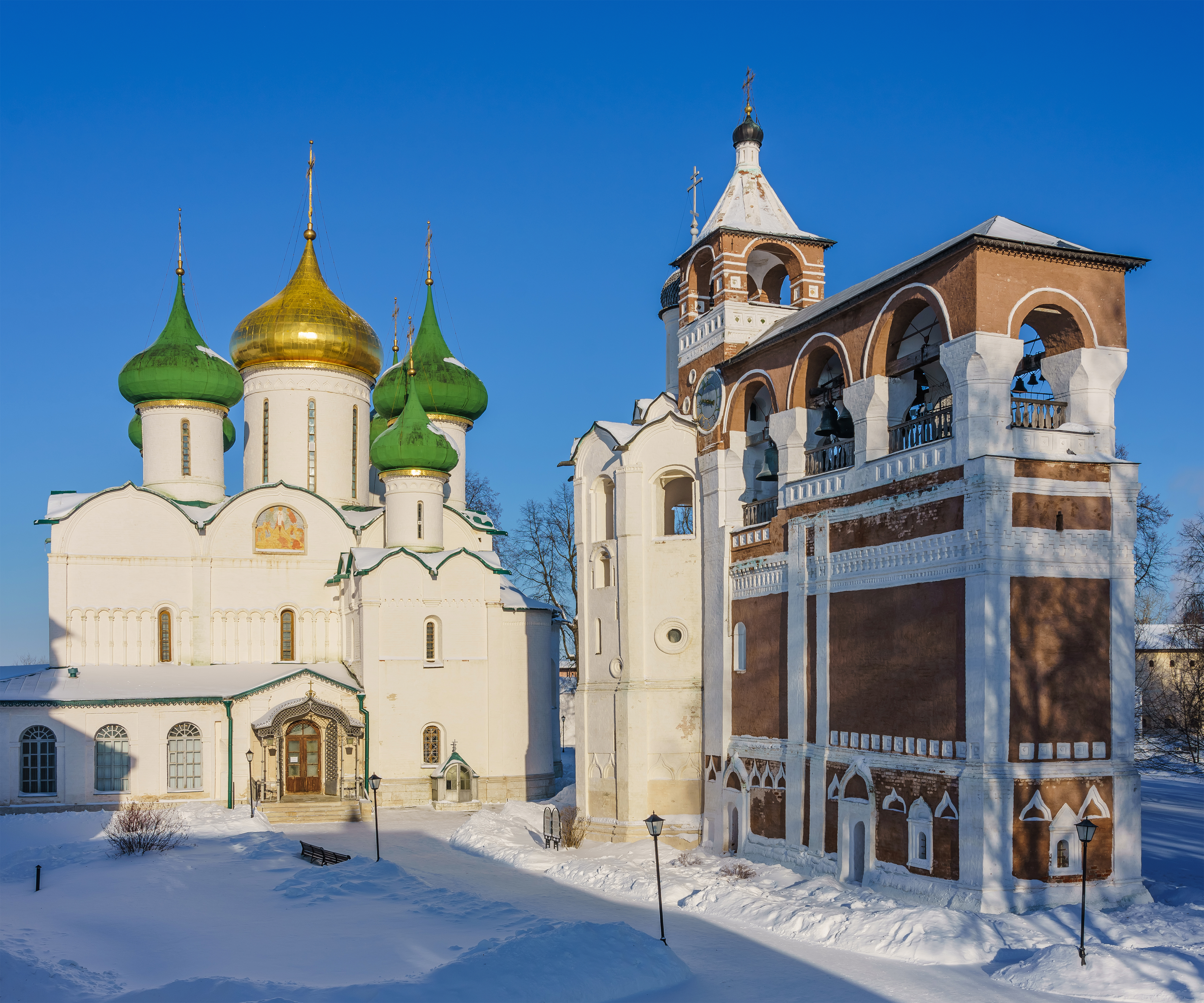
Suzdal, um de mosteiros